# Druden-Born
Koordinaten: 50° 42′ 9,3″ N, 7° 25′ 29,9″ O
Der Druden-Born ist eine Quelle zwischen Griesenbach und Irmeroth bei Mendt in Rheinland-Pfalz. Ihr Wasser wird über den Oberscheider Bach dem Hanfbach zugeleitet, dessen Quelle etwa 300 m nördlich liegt und der bei Hennef in die Sieg mündet.

## Namensherkunft
Der Name der Quelle setzt sich aus den Worten Drude (in der altdeutschen Vorstellung eigentlich „Jungfrau“ oder „Priesterin“, aber auch „Kobold“) und Born („Quelle, Brunnen“) zusammen.

## Historisches
Im Jahre 1567 wird die Quelle als „Druden-Born“ erstmals bei der Grenzbegehung der Irmerother Bitze erwähnt. 400 Jahre später wurde die Quelle neu gefasst. Vormals wurde sie etwa 100 m nördlich der heutigen Quelle in den Feldern verortet und bestand aus mehreren Rinnsalen. Die neugefasste Quelle schüttet etwa 1 Kubikmeter Wasser pro Stunde aus.

## Legende
Nach der Legende hat die Quelle ihren Namen von folgendem Vorfall:
Im frühen Mittelalter wurde ein Priester der Kapelle in Ütgenbach von einer Drude während einer Messe beleidigt, woraufhin er die Drude aus seiner Kapelle warf. Vor dem Gotteshaus fluchte die Drude teuflisch und verhexte den Priester. Ab diesem Zeitpunkt litt der Priester an Krankheit und Schlaflosigkeit. Er lag danieder und es ging mit ihm immer weiter bergab. Mitglieder der Gemeinde brachten dem Priester Wasser von der Hanfbachquelle, weil diese zur damaligen Zeit bekannt dafür war, dass sie heilendes Wasser ausschütte. Bald ging es dem Priester wieder besser und er wurde wieder gesund. Seit diesem Zeitpunkt heißt die Quelle „Druden-Born“.